# Mo' Better Blues
Mo' Better Blues is een Amerikaanse film uit 1990 geregisseerd door Spike Lee. De hoofdrollen worden vertolkt door Denzel Washington en Spike Lee.

## Verhaal
Bleek Gilliam speelt al van jongs af aan trompet. Later vormt hij met enkele vrienden, waaronder Shadow, "The Bleek Gilliam Quartet". Maar door de rivaliteit dreigt hun band uit elkaar te gaan.

## Rolverdeling
| Acteur                | Personage          |
| --------------------- | ------------------ |
| Denzel Washington     | Bleek Gilliam      |
| Spike Lee             | Giant              |
| Wesley Snipes         | Shadow Henderson   |
| Giancarlo Esposito    | Left Hand Lacey    |
| Robin Harris          | Butterbean Jones   |
| Joie Lee              | Indigo Downes      |
| Bill Nunn             | Bottom Hammer      |
| John Turturro         | Moe Flatbush       |
| Dick Anthony Williams | Big Stop Williams  |
| Cynda Williams        | Clarke Bentancourt |

## Prijzen en nominaties
- 1991 - Young Artist Award
  - Genomineerd: Beste jonge acteur (Zakee Howze)
  - Genomineerd: Beste jonge filmploeg

## Trivia
De film was toegewijd aan de acteur Robin Harris die kort na de film stierf.